# Marion Fromberger
Marion Fromberger, née le 8 octobre 2000, est une coureuse cycliste allemande spécialiste de VTT cross-country eliminator.

## Palmarès en VTT

### Championnats du monde
- Chengdu 2018
  -  Médaillée de bronze du cross-country eliminator
- Aalen 2024
  -  Médaillée de bronze du cross-country eliminator

### Coupe du monde
- Coupe du monde de cross-country eliminator
  - 2019 : 3e du classement général, vainqueur d'une manche
  - 2021 : 2e du classement général
  - 2022 : 2e du classement général, vainqueur de deux manches
  - 2023 : 2e du classement général, vainqueur d'une manche
  - 2024 : 4e du classement général, vainqueur de deux manches

### Championnats d'Europe
- Graz-Stattegg 2018
  - 6e du cross-country eliminator
- Brno 2019
  - 8e du cross-country eliminator
- Monte Tamaro 2020
  -  Médaillée de bronze du cross-country eliminator
- Sakarya 2023
  -  Médaillée d'argent du cross-country eliminator

### Championnats d'Allemagne
- 2023
  -  Championne d'Allemagne de cross-country eliminator
- 2024
  -  Championne d'Allemagne de cross-country eliminator

### Autres
- 2017
  - Rund um den Roadlberg (juniors)